# هاین‌لاین ۶۳۷۱
سیارک ۶۳۷۱ (به انگلیسی: 6371 Heinlein، نامگذاری:1985GS) شش هزار و سیصد و هفتاد و یکمین سیارک کشف شده‌است که در ۱۵ آوریل ۱۹۸۵ کشف شد.
قدر مطلق سیارک برابر ۱۱٫۶۰ است.